# 1327
| 1327               |
| ------------------ |
| Dødsfald - Fødsler |
|                    |

| Gregoriansk kalender | 1327 MCCCXXVII          |
| Ab urbe condita      | 2080                    |
| Armensk kalender     | 776 ԹՎ ՉՀԶ              |
| Kinesiske kalender   | 4023 – 4024 丙寅 – 丁卯 |
| Etiopisk kalender    | 1319 – 1320             |
| Jødisk kalender      | 5087 – 5088             |
| Hindukalendere       |                         |
| - Vikram Samvat      | 1382 – 1383             |
| - Shaka Samvat       | 1249 – 1250             |
| - Kali Yuga          | 4428 – 4429             |
| Iransk kalender      | 705 – 706               |
| Islamisk kalender    | 727 – 728               |

Konge i Danmark: Valdemar 3. 1326-1329

## Begivenheder
- Pave Johannes XXII erklærede pendulering for trolddom og udstedte en bandbulle.
- Rønne og Vejle fik købstadsrettigheder.
- 21. september – Den afsatte engelske konge Edward 2. myrdes i sin fængselscelle i Berkeley Castle for at hans søn Edward 3. kan sættes på tronen

## Dødsfald
- 29. maj - Jens Grand, dansk ærkebiskop hvis fængsling førte til, at paven lyste interdikt over Danmark i 1299 (født ca. 1260).
- 21. september – Edvard 2. af England, engelsk konge fra 1307 til omkring 20-25. januar 1327, henrettet (født 1284).